# ORP Burza
ORP «Burza» («Бужа», с пол. — «Буря») — польский эскадренный миноносец, однотипный с «Вихером». Создан на базе французских эсминцев типа «Бурраск».

## История
Решение о строительстве эсминца было принято 2 апреля 1926 на французской верфи «Шантье Наваль Франсез»: корабль планировали строить одновременно с «Вихером». 1 ноября 1927 был заложен, 16 апреля 1929 был спущен на воду. Крёстной матерью корабля стала А. Блежинская, жена военного атташе Польши во Франции полковника Блежинского. 12 июля 1932 корабль официально передали польским ВМС, 10 августа был поднят флаг судна. Первым капитаном стал капитан 1-го ранга Болеслав Соколовский. Службу «Бужа» начала в том же году.
30 августа 1939 совместно с эсминцами «Блыскавица» и «Гром» покинул Польшу и отправился в территориальные воды Великобритании. При поддержке эсминцев «Уондерер» и «Уоллес» прибыл сначала в Лейт, а затем в Росайт.Участвовал  в прибрежных боях  при Кале, Булони  и Дюнкерке в мае 1940 года. Впоследствии сопровождал многочисленные конвои. 22 февраля 1943 во время обороны конвоя ON-166 совместно с американским кораблём «Кэмпбелл» сумел уничтожить подлодку U-606. В тот же день корабль добил норвежское судно «Н. Т. Нильсен-Алонсо», которое ранее торпедировали немецкие подводные лодки U-92 и U-753. С ноября 1944 году служил учебным кораблем, в январе 1946 использовался как база подлодок в Харидже. В 1946 году передан Королевскому флоту Великобритании. В июле 1951 года возвращен Польше и прибыл в Гдыню. В 1955 г. вошел в состав польских ВМФ как корабль ПВО. 24 февраля 1960 года был исключен из списка кораблей ВМФ и 31 мая 1960 г. стал кораблем-музеем. В 1976 году был выведен из состава флота Польши, а через год его разобрали.

## Некоторые данные
- Верфь: Chantiers Naval Français, Бленвилль (котлы); Ateliers et Chantiers de la Loire, Сен-Назер (турбины)
- Запас топлива: 330 т
- Позывные: B, H73, N-52, 52, 252

## Вооружение

### До 1940
- 4 x 130-мм корабельных орудия Schneider-Creusot wz. 19/24
- 2 x 40-мм зенитных орудия Vickers-Armstrong wz.28
- 2 × 13,2-мм спаренные тяжёлые зенитные пулемёты Hotchkiss wz. 30
- 2 трёхтрубных 550-мм торпедных аппарата для торпед калибром 533 мм
- 2 кормовых бомбосбрасывателя, 20 глубинных бомб wz. BH 200, бомбомёт Thornycroft (10 глубинных бомб)
- 30 морских мин wz. 08/39

### 1940—1942
- 4 x 130-мм корабельных орудия Schneider-Creusot wz. 19/24
- 76-мм орудие Mk Vna
- 2 x 40-мм зенитных орудия Vickers-Armstrong wz.28
- 2 x 13,2-мм двойных зенитных пулемёта podwójne Hotchkiss wz. 30 образца 1935 года
- 2 x 12,7-мм пулемёта Vickers Mk III
- 3 торпедных аппарата диаметром 550 мм для торпед калибром 533 мм
- 2 кормовых бомбосбрасывателя (20 бомб массой 200 кг)
- 2 бомбомёта Thornycroft (20 глубинных бомб)

### 1942—1946
- 2 x 130-мм корабельных орудия Schneider-Creusot wz. 19/24
- 76-мм орудие Mk Vna
- 40-мм зенитное орудие Mk VIII
- 4 x 20-мм орудия Эрликон
- 3 торпедных аппарата диаметром 550 мм для торпед калибром 533 мм
- Бомбомёт типа «Hedgehog»
- 2 отверстия для сброса глубинных бомб
- 4 бомбомёта Thornycroft Mk IV

### С 1955
- 4 x 100-мм орудия wz.34
- 4 x 37-мм двойные зенитные орудия В-11М
- Отверстие для сброса глубинных бомб
- 4 бомбомёта
- 60 мин